# Charles Marie de Beaumont d'Autichamp
Pour les articles homonymes, voir Charles de Beaumont, Beaumont et Autichamp (homonymie).
 (juillet 2022).
Si vous disposez d'ouvrages ou d'articles de référence ou si vous connaissez des sites web de qualité traitant du thème abordé ici, merci de compléter l'article en donnant les références utiles à sa vérifiabilité et en les liant à la section « Notes et références ».
Charles Marie Auguste Joseph de Beaumont, comte d'Autichamp, né le 8 août 1770 à Angers et mort le 6 octobre 1859 au château de la Roche Faton au Lhoumois, est un officier français qui combattit au sein de l'Armée catholique et royale lors de la guerre de Vendée.

## Biographie
Il est le neveu de Jean-Thérèse-Louis de Beaumont, « marquis » d'Autichamp.
Il est franc-maçon et initié à la loge « La Parfaite Union », Orient de Dauphin-Dragons malgré son engagement dans la cause royaliste et catholique lors de la Révolution française.

### Sous la Révolution

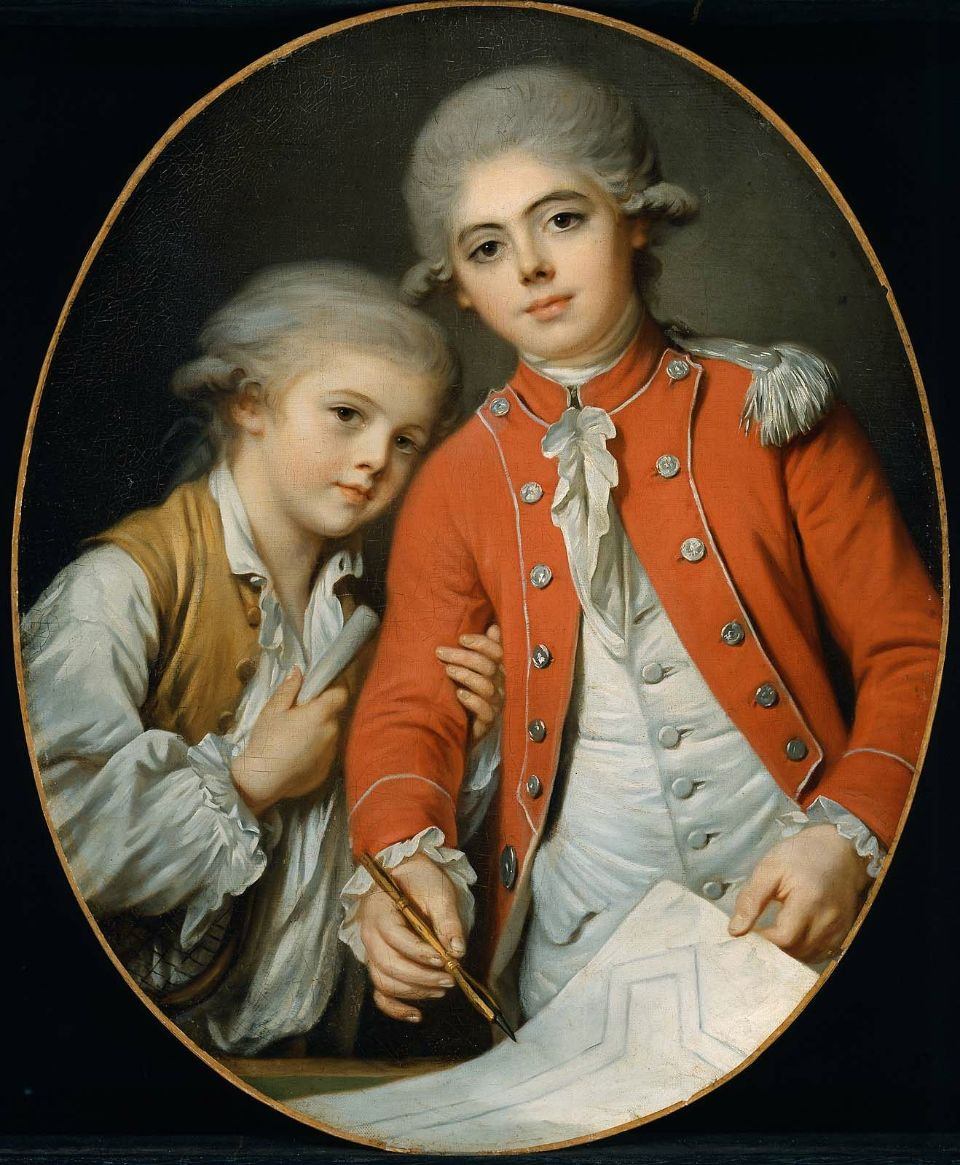
Portrait présumé des frères d'Autichamp, huile sur toile de Joseph Boze, vers 1782, musée des Beaux-Arts de Boston.

Capitaine au régiment de Condé dragons en 1789, le comte, d'Autichamp émigre puis revient en France et se fait admettre dans la Garde constitutionnelle du Roi. Quoique cette dernière ait été licenciée le 5 juin 1792, il continue son service et échappe de justesse au massacre le 10 août 1792.
Réfugié en Anjou chez son cousin et beau-frère, Charles de Bonchamps, il devient un des chefs de l'insurrection vendéenne, participe au siège de Nantes en juin 1793, remporte la bataille de Chantonnay le 5 septembre, repousse Louis Marie Turreau aux Ponts-de-Cé le 12 septembre. Le 17 octobre, il s'empare du passage de la Loire à Varades et permet aux Vendéens de franchir la Loire et de prendre Ancenis.

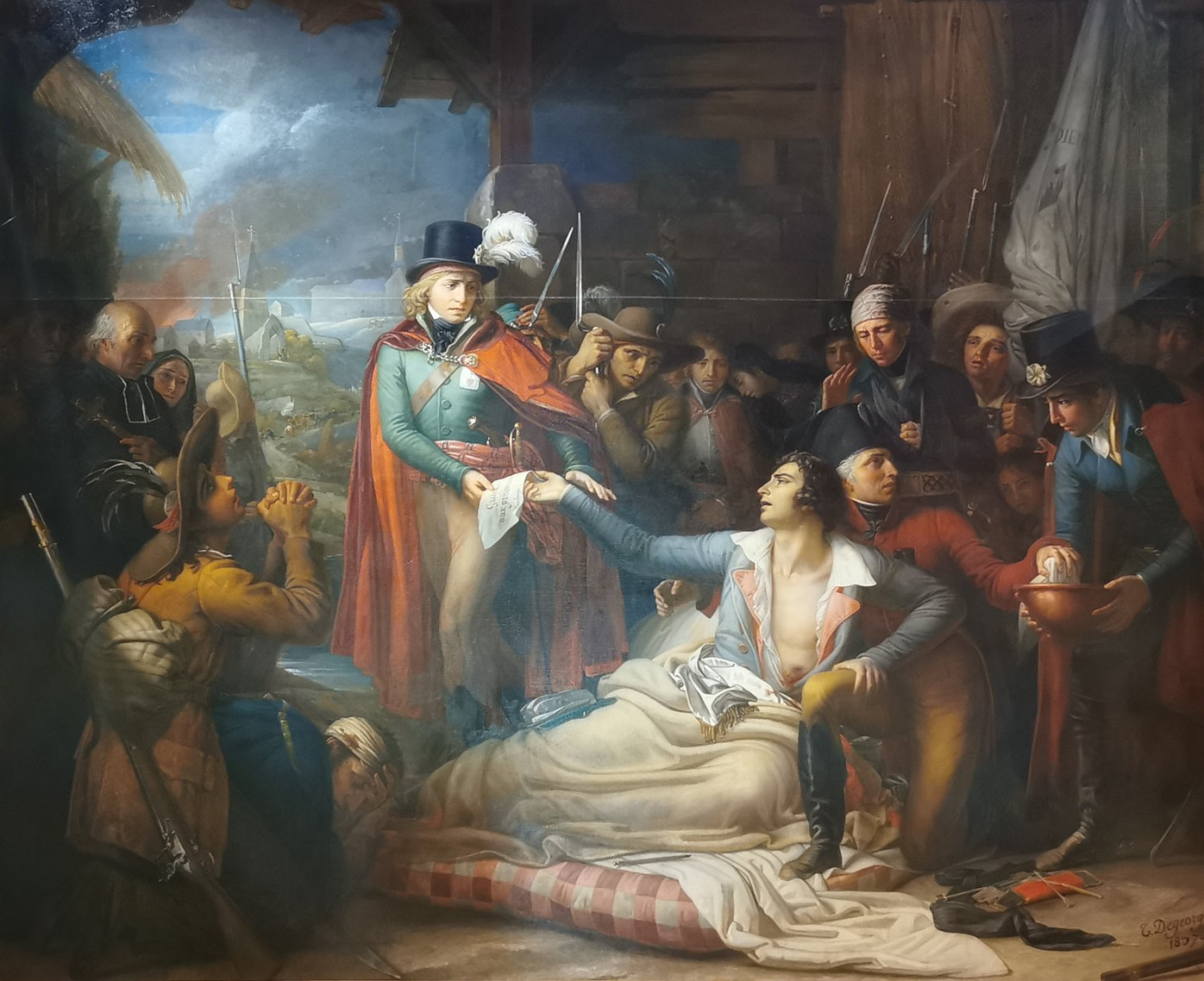
La mort de Bonchamps, huile sur toile de Thomas Degeorge, 1837, Historial de la Vendée, Les Lucs-sur-Boulogne. D'Autichamp y est représenté recevant l'ordre écrit de Bonchamps.

Après la bataille de Cholet, c'est lui qui porte le message de Bonchamps qui ordonne la grâce des 5 000 prisonniers républicains enfermés à Saint-Florent-le-Vieil.
Après la mort du marquis de Bonchamps, il commande une des colonnes qui tentent en vain de prendre Granville le 14 novembre. Capturé à la bataille du Mans, il parvient à s'enfuir grâce à l'aide de Vidal, lieutenant-colonel de hussards au sein de la division républicaine de Tilly et franc-maçon comme lui, qui le couvre de son uniforme républicain.
Il reprend par la suite les armes avec Nicolas Stofflet. À la mort de ce dernier, fusillé, il devient le chef (commandement partagé avec le général Henri Forestier) des débris de l'Armée catholique et royale d'Anjou et du Haut-Poitou et, conscient de la faiblesse et de la désorganisation de ses troupes, négocie avec Lazare Hoche en mai 1796, contre l'avis d'une partie de son armée. La paix revenue, il vit quelque temps à Paris puis doit se cacher, car tombant sous le coup de la loi des otages. Quoique favorable à la paix lors des discussions de La Jonchère, il reprend la guerre en 1799 après s'y être pourtant opposé (on soupçonna même ses partisans d'avoir assassiné un officier vendéen partisan de la guerre), échoue devant Cholet et est battu aux Aubiers.

### Sous le Premier Empire
Le comte d'Autichamp fait sa soumission le 18 janvier 1800, et vit dans la retraite jusqu'à la chute de l'Empire, sans se faire remarquer. À cette époque, il vécut au nord d'Angers, dans le château de Beuzon (la résidence de sa belle-mère, Mme de Vassé). En l'an X (1801), il fut élu membre du Collège électoral de Maine-et-Loire et fut même élu maire de la commune d'Ecouflant le 8 thermidor de l'an XIII (27 juillet 1805) et le restera pendant dix ans, jusqu'en mai 1815, à l'époque des Cent-Jours.
Durant les Cent-Jours, la Vendée connait un nouveau soulèvement. Le comte d'Autichamp lève alors une petite armée de Vendéens et nomme Prégent Brillet de Villemorge chef d'état-major. Il prend Cholet sans combattre, mais est vaincu à Rocheservière, les 19 et 20 juin 1815. Il lui fut reproché de ne s'être pas porté au soutien de Louis du Vergier de La Rochejaquelein qui fut tué au combat, et accusé de trahison.

### Sous la Restauration
Fait pair de France et inspecteur général de l'infanterie par Louis XVIII, il prend sa retraite à l'avènement de Louis-Philippe Ier et favorise la tentative de soulèvement menée par Caroline des Deux-Siciles, duchesse de Berry en 1832, ce qui l'oblige à s'exiler durant sept ans.

### Mort
D'une rare élégance, très courageux quoique pondéré, le comte d'Autichamp est l'un des rares survivants de la guerre de Vendée et s'éteint le 6 octobre 1859.
Sa femme Marie Élisabeth Charlotte Henriette Julie de Vassé, lui donna un fils né en 1797, Marie Pierre Charles, « vicomte » d'Autichamp.